# Kayra Nelemans
Kayra Nelemans (Vlaardingen, 11 oktober 2002) is een Nederlands voetbalster die als verdediger bij het damesteam van ADO Den Haag speelt.

## Carrière
Via de jeugd van VFC komt Nelemans in de juli 2017 over naar ADO Den Haag.
Kayra Nelemans maakte haar debuut in het betaalde voetbal voor ADO Den Haag op 1 november 2019, in de met 1-2 verloren thuiswedstrijd tegen sc Heerenveen. Binnen twee seizoen veroverde Nelemans een vaste plek in het eerste elftal van ADO Den Haag waar ze onder contract stond tot medio 2025. Na afloop van de laatste wedstrijd van het seizoen 2024/25 tegen Fortuna Sittard nam Nelemans afscheid van de club uit de Hofstad. Ze besloot een nieuwe uitdaging aan te gaan bij Club YLA, waar ze een contract tekende tot 2028.

## Statistieken
| Seizoen | Club         | Land      | Competitie | Wedstrijden | Doelpunten |
| ------- | ------------ | --------- | ---------- | ----------- | ---------- |
| 2019/20 | ADO Den Haag | Nederland | Eredivisie | 8           | 0          |
| 2020/21 | ADO Den Haag | Nederland | Eredivisie | 24          | 1          |
| 2020/21 | ADO Den Haag | Nederland | KNVB Beker | 5           | 0          |
| 2021/22 | ADO Den Haag | Nederland | Eredivisie | 26          | 0          |
| 2021/22 | ADO Den Haag | Nederland | KNVB Beker | 5           | 0          |
| 2022/23 | ADO Den Haag | Nederland | Eredivisie | 20          | 0          |
| 2022/23 | ADO Den Haag | Nederland | KNVB Beker | 2           | 0          |
| 2023/24 | ADO Den Haag | Nederland | Eredivisie | 22          | 1          |
| 2023/24 | ADO Den Haag | Nederland | KNVB Beker | 1           | 0          |
| 2023/24 | ADO Den Haag | Nederland | KNVB Beker | 1           | 0          |
| 2024/25 | ADO Den Haag | Nederland | Eredivisie | 21          | 1          |
| 2024/25 | ADO Den Haag | Nederland | KNVB Beker | 2           | 0          |
| Totaal  | Totaal       | Totaal    | Totaal     | 113         | 4          |

Laatste update: 17 mei 2025
1 Lorsheijd ·
2 Vonk ·
3 Noordermeer ·
4 Pijnacker Hordijk ·
5 Nelemans ·
6 Raaijmakers  ·
7 Van Raay ·
8 Van den Goorbergh ·
9 Loonen ·
10 Van Oosten ·
11 Viehoff ·
14 Remmers ·
15 Van den Ende ·
16 Grimmius ·
18 Glotzbach ·
19 Boerboom ·
20 Van Mierlo ·
21 Burgers ·
23 Dupon ·
24 Van Egmond ·
35 Bol ·
Coach: Glotzbach
Assistent-coach: Van Tol